# Mediñá
Mediñá (en catalán y oficialmente Medinyà) es una localidad de España perteneciente al municipio de San Julián de Ramis en la provincia de Gerona, comunidad autónoma de Cataluña. Forma parte también de la comarca del Gironés. Tiene 827 habitantes y 7,6 kilómetros cuadrados de superficie.

## Historia
Fue un municipio independiente hasta 1972, año en que fue anexionado a San Julián de Ramis. Sin embargo, el 4 de junio de 2015 el Parlamento de Cataluña aprobó la segregación del municipio con los votos a favor de todos los partidos, que argumentaron que se trataba de una reivindicación histórica, excepto Ciudadanos, que alegó que estaban en contra de aumentar la administración y la poca población del nuevo municipio. El 3 de julio de 2015 la segregación fue publicada en el Boletín Oficial del Estado.
El Pleno del Tribunal Constitucional, por providencia de 12 de abril de 2016, acordó admitir a trámite el recurso de inconstitucionalidad número 1401-2016, promovido por el presidente del Gobierno, contra la Ley de Cataluña 8/2015, de 10 de junio, de creación del municipio de Medinyá (BOE 18/04/2016). http://www.boe.es/boe/dias/2016/04/18/pdfs/BOE-A-2016-3666.pdf
Sentencia 108/2017, de 21 de septiembre de 2017. Recurso de inconstitucionalidad 1401-2016. Interpuesto por el presidente del Gobierno frente a la Ley del Parlamento de Cataluña 8/2015, de 10 de junio, de creación del municipio de Medinyà. Competencias sobre régimen local: nulidad de la ley autonómica que crea un municipio cuya cifra de población no alcanza el umbral establecido por la legislación básica en la materia. http://www.boe.es/boe/dias/2017/10/13/pdfs/BOE-A-2017-11749.pdf

## Demografía
| Gráfica de evolución demográfica de Mediñá entre 1842 y 1970 |
| |
| Población de derecho según los censos de población del INE Población de hecho según los censos de población del INEEntre el censo de 1981 y el anterior, este municipio desaparece porque se integra en el municipio San Julian de Ramis |

## Ayuntamiento
Para gobernar el ayuntamiento se ha nombrado una junta gestora que gobernará hasta las elecciones municipales de 2019. Para establecer la composición del ayuntamiento se tomará como base los resultados de las elecciones municipales de 2015 para San Julián de Ramis en las mesas electorales de Mediñá.